# Мани (Беневенто)
Мани је насеље у Италији у округу Беневенто, региону Кампанија.
Према процени из 2011. у насељу је живело 72 становника. Насеље се налази на надморској висини од 335 м.